# Economia della Finlandia
L'economia della Finlandia, con un valore di 180,29 miliardi di euro nel 2010 è la tredicesima per dimensione dell'Unione europea e conta per appena l'1,4% del PIL dell'Unione. È tuttavia un'economia molto sviluppata, con un PIL pro-capite a parità di potere d'acquisto superiore del 16% alla media europea.
Il Paese ha aderito all'Unione economica e monetaria europea fin dal 1999.

## Crescita economica
Dopo aver conosciuto una forte crescita negli anni ottanta, ad una media del 3,6% con punte del 5%, anche la Finlandia conobbe la crisi che colpì l'Europa all'inizio del decennio successivo, ma che qui fu molto più profonda. Infatti, il Prodotto interno lordo si contrasse per tre anni consecutivi (1991-93), con una perdita complessiva di circa il 10%. A partire dal 1994, tuttavia, la ripresa fu rapida, e fino al 2007 la crescita media fu del 3,9%. Nel 2009 la crisi mondiale portò ad una forte recessione (-8,2%). Nel 2010 il PIL finlandese è tornato a crescere ad un ritmo del 3,6%.

## Struttura economica
Oggigiorno, l'agricoltura pesa solo per il 2,9% del valore aggiunto, contro il 28,9% dell'industria e delle costruzioni ed il 68,2% dei servizi. Per comprendere le profonde trasformazioni dell'economia finlandese si può ricordare che nel 1980 il peso dell'agricoltura era del 9,7%, quello dell'industria il 38,3%, mentre i servizi contavano solo per il 52%. Questo trend è largamente simile a quello di tutta l'economia europea.

### Agricoltura e allevamento
I cereali più diffusi sono l'orzo e l'avena, ma nel sud del Paese si trovano anche coltivazioni ortofrutticole e di barbabietola da zucchero. Tuttavia, l'estensione dei terreni agricoli è piuttosto limitata (il 7,4% del suolo nazionale contro, ad esempio, il 33% dell'Italia) a causa delle grandi foreste, che coprono il 73,9% del territorio finlandese.
L'allevamento, oltre a suini e bovini, riguarda anche i principali animali da pelliccia. La comunità lappone pratica ancora l'allevamento della renna. Diffusa è anche la pesca, soprattutto nei numerosi laghi presenti nel Paese.

### Industria
In anni recenti si è sviluppata fortemente l'industria elettronica e delle telecomunicazioni, in particolare nel settore della telefonia mobile (ad esempio la Nokia). La chimica di base produce prevalentemente acido solforico e fertilizzanti. Importante è anche l'industria del legno, della cellulosa e della carta, che trae le proprie materie prime dalle immense foreste, facendo della Finlandia uno dei maggiori produttori mondiali di questi prodotti. L'industria tessile si concentra soprattutto su tessuti di cotone e lana.
In Finlandia si estraggono principalmente rame, cromo e cobalto e, in misura minore, piombo, oro e zinco.

### Servizi
Il turismo è in forte crescita, grazie alle bellezze naturali che caratterizzano il territorio finlandese.

## Commercio estero
La Finlandia è un Paese molto aperto al commercio con l'estero. La somma del valore di esportazioni e importazioni nel 2010 era infatti pari a circa il 77% del PIL.
Le esportazioni più importanti sono quelle di attrezzature elettriche e ottiche, macchinari, mezzi di trasporto, prodotti chimici e, considerata la particolare geografia del Paese con le sue ampie foreste, carta e legname. Tali esportazioni sono rivolte prevalentemente verso Germania (10,32%), Svezia (9,79%) e Russia (9%).
Le importazioni più consistenti sono invece nei settori dell'alimentare, dei prodotti petroliferi e chimici, del metallurgico e siderurgico e del tessile. Tali importazioni provengono in particolare dalla Russia (16,28%), dalla Germania (15,76%) e dalla Svezia (14,65%), che complessivamente contano per quasi la metà dei mercati di importazione.
Nel complesso, le esportazioni superano le importazioni ed anche il conto delle partite correnti nel 2010 è risultato in attivo per il 3,1% del PIL, un attivo ancora consistente ma in netta diminuzione dai valori intorno al 7-8% fatti registrare nei primi anni 2000. Per tutti gli anni '80 e fino al 1994, invece, la Finlandia aveva avuto un deficit corrente.

## Forza lavoro
Per tutti gli anni Ottanta, il tasso di disoccupazione ha oscillato tra il 4,5% ed il 5,5%, fino a scendere al 3,2% nel 1990. Tuttavia, la pesante crisi della prima metà del decennio provocò un fortissimo aumento della disoccupazione fino al 16,4% (1993). Negli anni successivi, la discesa del numero di disoccupati fu piuttosto lenta, seppure costante, fino a raggiungere il 6,4% nel 2008. La crisi economica mondiale ha portato la disoccupazione all'8,4% nel 2010, il massimo dal 2004.
Il tasso di occupazione, pari al 68,1% nel 2010 è superiore alla media europea e non presenta significative differenze tra uomini e donne. La percentuale di lavoratori con un contratto a tempo determinato è il 15,5%.

## Finanza pubblica
Il debito pubblico della Finlandia nel 2010 è risultato pari al 48,3% del PIL, uno dei più bassi della Zona euro e ben al di sotto del limite del 60% fissato dal Patto di stabilità e crescita. Storicamente, tra il 1980 ed 1990 il debito ha oscillato tra il 10 ed il 17% del Prodotto interno lordo, grazie alla sostenuta crescita economica e a continui surplus di bilancio. Tuttavia, negli anni successivi la grave crisi attraversata dal Paese portò ad un rapido aumento del debito pubblico dal 13,9% del 1990 al 56,6% del 1994, anche a causa di deficit che arrivarono fino al 9,1% (1993). Di pari passo con la ripresa dell'economia ed anche nell'ottica dei parametri fissati a Maastricht per i Paesi aderenti all'Unione monetaria europea, fu intrapreso un processo di consolidamento che portò il debito pubblico a scendere al 34,1% nel 2007, prima dell'inizio della crisi economica mondiale.

## Inflazione
Il secondo choc petrolifero del 1979 aveva spinto verso l'alto l'inflazione, che nel biennio 1980-81 raggiunse il 12% annuo. Nel resto del decennio fu attuata, come negli altri Paesi occidentali, una politica di disinflazione, che ridusse il tasso di aumento dei prezzi fino al 4,1% del 1991. Da allora, il tasso medio annuo di inflazione è stato appena dell'1,7%.